# Ani (divinità)
Ani è una divinità etrusca presente nella storia degli studi su questa disciplina, la cui esistenza era desunta da una errata lettura di uno dei quaranta nomi di divinità presenti sul fegato di Piacenza. Nel 1981 una nuova lettura da parte dell'etruscologo Adriano Maggiani ha permesso di riconoscere che tale divinità non era invece mai esistita nella mitologia etrusca.
La sua posizione sul fegato di Piacenza corrispondeva a quella delle grandi divinità celesti che secondo la teologia etrusca risiedono nella parte nord-orientale del cielo. L'assonanza del nome con quello del dio romano Giano aveva fatto ritenere che tra loro ci fosse un'equivalenza; in realtà il corrispondente etrusco di Giano è il dio Culsans.